# レオナルド・グランデル

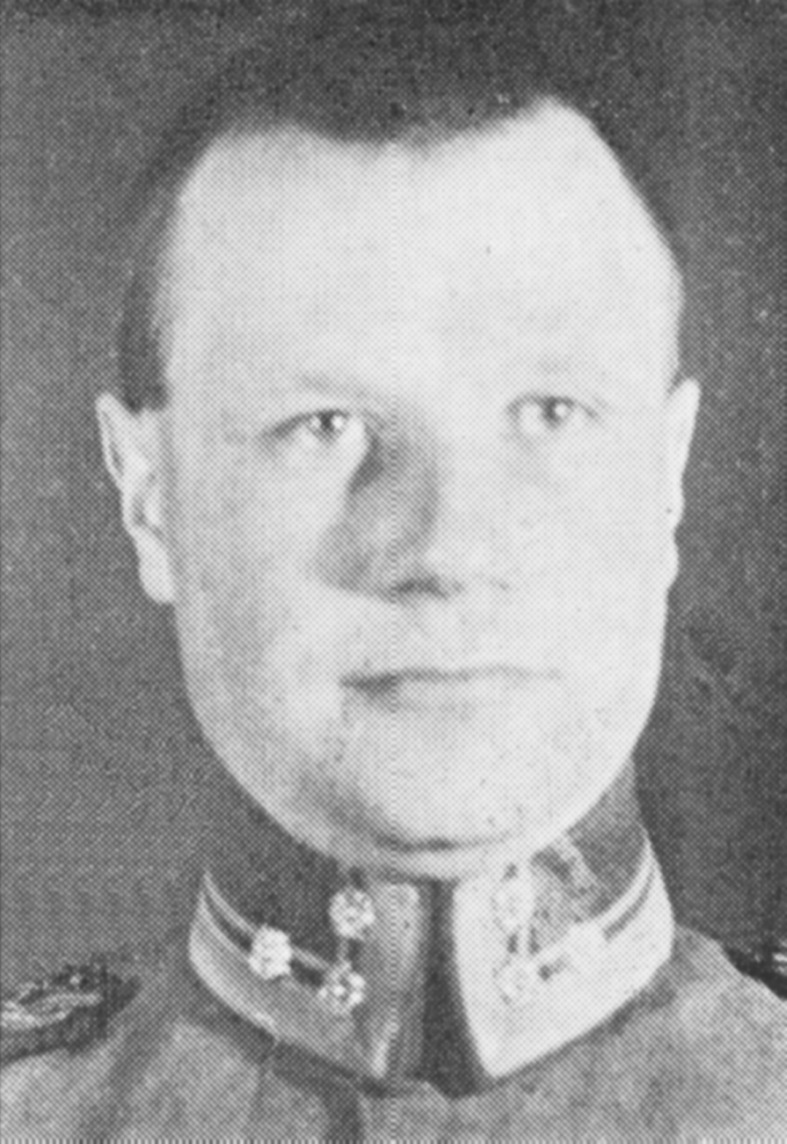

レオナルド・グランデル（Leonard Grandell；1894年 – 1967年）は、フィンランドの軍人。中将。軍事行政・軍事経済の専門家。
1928年～1933年、軍事アカデミーの教官。1933年～1936年、軍事行政学校の教官。1938年、国防省軍事経済局長に任命され、軍事経済監察官を兼任する。事実上、フィンランドの兵器生産と補給を一手に引き受けた。1940年、グランデルの努力の結果、ドイツ製兵器がフィンランドに集中的に供給されるようになった。
1944年9月にフィンランドが連合国側に移った後、退任する。
1947年から1960年まで、フィンランド航空社長兼最高経営責任者（CEO）を務めた。